# Шолом Алейхем
Шолом Алейхем (на иврит: שלום עליכם) (роден Соломон Яков Нохумович Рабинович, Рабинович или Рабинович, Переяслав Руска империя, 2 март 1859 г. – Ню Йорк, САЩ, 13 май 1916 г.) е популярен руско – еврейски хуморист и писател на литература на идиш, включително романи, разкази и пиеси. Той насърчава няколко писатели на идиш и е първият, който пише детски истории на идиш.
Неговите произведения са широко превеждани. Мюзикълът „Цигулар на покрива“ (1964), базиран на разказите на Шолом-Алейхем за героя Тевие Млекарят, е първата комерсиално успешна пиеса, която разглежда живота на еврейски работник в Източна Европа.

## Живот и кариера
Майка му умира, когато е на тринадесет години. Първото му писмено произведение е азбучен списък на епитетите, използвани от мащехата му. На петнадесет години, вдъхновен от Робинзон Крузо, той съставя своя собствена еврейска версия на известния роман и решава да се посвети изцяло на писането. Приема псевдонима Шалом Алейхем, произлизащ от поздрава, означаващ „мир с теб“ (Ассаламу алейкум на арабски).
След като завършва училище в Переяслав през 1876 г. с отлични оценки, той напуска дома си в търсене на работа. В продължение на три години преподава на дъщерята на богат търговец, Олга Лоев, която става негова съпруга на 12 май 1883 г. Те имат шест деца, включително художника Норман Рейбен и писателката на идиш Ляля (Лили) Кауфман. Дъщерята на Ляля, Бел Кауфман, е американска писателка, авторка на книгата „Нагоре по стълбището“.
В началото пише на руски и иврит. От 1883 г. създава повече от четиридесет тома на идиш, превръщайки се във водеща фигура в литературата на идиш до 1890 г. Повечето руски еврейски писатели пишат на иврит, езикът на литургията, който се използва изключително от образовани евреи. Шолом Алейхем пише на идиш, устен език, понякога неправилно наричан „жаргон“.
В допълнение към огромното си производство на литература на идиш, той използва и личното си състояние, за да подкрепя писатели на този език. Между 1888 и 1889 г. той публикува две издания на алманах, Die Yiddishe Folksbibliotek („Народната библиотека на идиш“), който дава важна информация на много млади писатели на идиш. През 1890 г. той губи цялото си състояние в спекулация на фондовия пазар и не успява да поеме отговорността за третото издание на алманаха, което вече е издадено, но вече не се печата. В следващите години, докато продължава да пише на идиш, той пише и на руски за вестник в Одеса и за „Восход“, най-важното руско еврейско издание по онова време, и на иврит за „Хамелиц“ и за антологията, редактирана от Й. Х. Равницки. Именно през това време Алейхем се разболява от туберкулоза.
След 1891 г. той живее в Одеса, а след това в Киев. След като става свидетел на антисемитските погроми, обхванали през 1905 година южните части на Руската империя, включително Киев, Шолом Алейхем емигрира в Съединените щати. Първоначално Алейхем живее в Ню Йорк, докато останалата част от семейството му остава в Женева, Швейцария. Скоро обаче той установява, че заплатата му е твърде ограничена, за да издържа две домакинства, и се завръща в Женева. Въпреки голямата си популярност, много от произведенията му никога не генерират големи доходи и той е принуден да пътува много, за да спечели достатъчно пари, за да издържа себе си и семейството си. През юли 1908 г., докато е на читателска обиколка в Русия, той се свлича във влака на път за Баранович. Диагностициран е с рецидив на остра хеморагична туберкулоза и прекарва два месеца във възстановяване в градската болница. По-късно той нарича инцидента „среща с Негово Величество, Ангела на смъртта, лице в лице“ и това е ключовото събитие, което предизвиква написването на автобиографията му „Фунм Ярид“. По време на възстановяването си той не успява да присъства на Първата конференция по идиш, проведена в Черновиц; Неговият колега и активист на идиш Нейтън Бирнбаум присъства вместо него. Алейхем прекарва следващите четири години, живеейки като полуинвалид; само от време на време състоянието му се подобрява достатъчно, за да се върне към нормална писателска рутина. През този период семейството оцелява благодарение на значителни дарения от приятели и почитатели на Алейхем.
През 1914 г. по-голямата част от семейството на Алейхем емигрира в Съединените щати и се установява в Ню Йорк. Синът на Алейхем, Миша, се разболява от туберкулоза по същото време, когато американските закони му забраняват влизането. Миша остава в Швейцария със сестра си Ема и умира през 1915 г., събитие, което оставя Алейхем дълбоко депресиран. Шалом Алейхем умира в Ню Йорк през 1916 г. на 57-годишна възраст, докато все още работи върху последния си роман „Мотел, синът на кантора“, и е погребан в гробището в Бруклин. За времето си погребението му е едно от най-големите в историята на Ню Йорк: присъстват приблизително 100 000 души. На следващия ден завещанието му е публикувано в „Ню Йорк Таймс“ и прочетено в залата на Конгреса на Съединените щати. Завещанието съдържа подробни инструкции за семейството и приятелите му; той моли и двамата да бъдат погребани незабавно, както и да бъдат почетени и запомнени по време на годишния му йорцайт. Той казва на семейството и приятелите си: „Прочетете завещанието ми и изберете една от моите истории, една от най-добрите, и я рецитирайте на езика, който разбирате най-добре [...] Нека името ми бъде произнесено с усмивка или нека изобщо не бъде запомнено.“
Паметник на Шолом-Алейхем е издигнат в Киев през 1997 г., а по-късно и в Москва през 2001 г.

## Вярвания и активизъм
Шалом Алейхем е бил страстен почитател на идиш като национален език, за който е вярвал, че трябва да има същия статут като другите съвременни европейски езици. Той не се е спирал на това, което е наричал „идишизъм“, и се е посветил на каузата на ционизма, която присъства в много от неговите произведения. През 1888 г. става член на пропалестинската „Ховевей Цион“. През 1907 г. е американски делегат на Осмия ционистки конгрес, проведен в Хага.

## Наследство
- Розовата градина на град Буенос Айрес, Палермо
- Паметник на Шалом Алейхем в Розовата градина на Палермо в автономния град Буенос Айрес
- Шалом Алейхем е наричан „еврейският Марк Твен“ заради сходния им стил на писане и факта, че и двамата са писали под псевдоним. И двамата автори са писали за възрастни и деца и са преподавали в цяла Европа и Съединените щати.
- Когато Твен научава, че Алейхем е наричан „еврейският Марк Твен“, той моли да му кажат, че се смята за „американския Шалом Алейхем“.[3]